# Lijst van kharidjitische dynastiën
Dit is een lijst van kharidjitische dynastiën.
Het kharidjisme was een stroming binnen de islam ontstaan in Irak tijdens het Kalifaat van de Rashidun in het jaar 657. Het kharidjisme is als stroming binnen de islam verdwenen. In veel van de Arabische historiografie wordt het nog wel aanwezige ibadisme gezien als een  stroming binnen het kharidjisme. Hedendaagse ibadieten zelf  wijzen de notie  dat het ibadisme een stroming binnen het kharidjisme is of zou zijn geweest volledig af. Zij wijzen daarbij onder meer op aanzienlijke verschillen in geloofsopvatting tussen ibadisme en kharidjisme. 
| Dynastie               | Periode    | Stroming | Etniciteit | Opmerking |
| ---------------------- | ---------- | -------- | ---------- | --- |
| Banu Ifran (Ifraniden) | 736-1036   | Sufrisme | Berbers    | De staten Taifa Ronda en Emiraat Tlemcen werden geregeerd door de Ifraniden.                                                       |
| Midrariden             | 757-976    | Sufrisme | Berbers    | |
| Rustamiden             | 777-909    | Ibadisme | Perzisch   | |
| Nabhani dynastie       | 1154-1624  | Ibadisme | Arabisch   | |
| Yaruba dynastie        | 1624-1724  | Ibadisme | Arabisch   | |
| Busaid dynastie        | 1744-heden | Ibadisme | Arabisch   | De Busaid dynastie brachten de volgende staten voort: Omaans Rijk, Sultanaat Muscat en Oman, Sultanaat Zanzibar en Sultanaat Oman. |